# (2344) Xizang
(2344) Xizang es un asteroide perteneciente al cinturón de asteroides, descubierto el 27 de septiembre de 1979 por el equipo del Observatorio de la Montaña Púrpura desde el Observatorio de la Montaña Púrpura, Nankín (China).

## Designación y nombre
Designado provisionalmente como 1979 SC1. Fue nombrado Xizang en homenaje a la región china de "Xizang", más conocida por Región Autónoma del Tíbet.